# Hugo Page
Hugo Page (* 24. Juli 2001 in Chartres) ist ein französischer Radrennfahrer, der im Straßenradsport aktiv ist.

## Sportlicher Werdegang
Als Junior war Page Mitglied der Nationalmannschaft und machte wiederholt durch seine Erfolge auf internationaler Ebene auf sich aufmerksam. Nach dem Wechsel in die U23 wurde er 2020 Mitglied in der Equipe continentale Groupama-FDJ. In den zwei Jahren im Team kam er mehrfach aufs Podium, blieb aber ohne Sieg.
Zur Saison 2022 erhielt Page einen Vertrag beim UCI WorldTeam Intermarché-Wanty. In seinem Team wird er häufig im Sprintzug von Biniam Girmay eingesetzt, kann bei kleineren Rennen aber auch seine eigenen Ziele verfolgen. 2023 erzielte er seinen ersten Sieg als Profi mit dem Gewinn der letzten Etappe der Tour du Limousin. Sein wertvollstes Ergebnis auf der UCI WorldTour erzielte er ebenso 2023 mit dem zweiten Platz beim Cadel Evans Great Ocean Road Race 2023.

## Erfolge
2018
- eine Etappe Tour du Pays de Vaud
- Bernaudeau Junior
- Gesamtwertung Tour des Portes du Pays d'Othe

2019
- französischer Junioren-Meister – Einzelzeitfahren
- Chrono des Nations Junior

2023
- eine Etappe Tour du Limousin

## Grand-Tour-Platzierungen
| Grand Tour            | 2023 | 2024 | 2025 |
| --------------------- | ---- | ---- | ---- |
| Giro d’ItaliaGiro     | –    | –    | –    |
| Tour de FranceTour    | –    | 117  | 138  |
| Vuelta a EspañaVuelta | 127  | –    | …    |